# Philip O'Sullivan
Philip O'Sullivan es un actor irlandés. O'Sullivan ha estado envuelto con el Abbey Theatre Irlanda desde la década de 1970. En 1975 apareció en la producción de Abbey Theatre de una obra de la dramaturga irlandesa Teresa Deevy llamada Katie Roche haciendo el papel de Michael Maguire, esta producción tuvo un total de 21 actuaciones.
O'Sullivan es conocido por sus doblajes y su voz es la banda sonora de muchos anuncios.

## Filmografía
| Papel                         | Producción                           | Año       |
| ----------------------------- | ------------------------------------ | --------- |
| Peter Bacon                   | The Bailout                          | 2017      |
| Maestro de la ciudadela       | Game of Thrones                      | 2017      |
| Obispo Edmund                 | Vikingos                             | 2014–2015 |
| Mr Gilligan                   | Albert Nobbs                         | 2011      |
| Tío Charlie                   | Belonging to Laura                   | 2009      |
| Kevin Walsh Snr               | Pure Mule: The Last Weekend          | 2009      |
| Obispo Wanham / Obispo Warham | The Tudors                           | 2007–2008 |
| Bill McKimm                   | Anner House                          | 2007      |
| Gobernador asistente          | The Tigers Tail                      | 2006      |
| Fr. Healy                     | Showbands II                         | 2006      |
| Kevin Walsh Snr               | Pure Mule: The Last Weekend          | 2005      |
| Vicar                         | The League of Gentlemen's Apocalypse | 2005      |
| Anthony                       | The Baby War                         | 2005      |
| Fr. Healy                     | Showbands                            | 2005      |
| Gerry Lynch                   | The Return                           | 2003      |
| Abogado                       | Veronica Guerin                      | 2003      |
| Fr. Tracey                    | Glenroe                              | 1999      |
| Callaghan                     | The Ambassador                       | 1998      |

## Teatro
- Katie Roche (1975)